# 8. grönländischer Landesratswahlkreis
Der 8. grönländische Landesratswahlkreis war von 1951 bis 1979 ein Landesratswahlkreis in Grönland. Der Wahlkreis umfasste die Gemeinde Kangaatsiaq.

## Vertreter
Folgende Personen vertraten den Wahlkreis:
| Wahlperiode | Landesrat       | 1. Stellvertreter  | 2. Stellvertreter | Anmerkung |
| ----------- | --------------- | ------------------ | ----------------- | --------- |
| 1951–1955   | Nikolaj Rosing  | ?                  | ?                 |           |
| 1955–1959   | Nikolaj Karlsen | ?                  | ?                 |           |
| 1959–1963   | Nikolaj Karlsen | ?                  | ?                 |           |
| 1963–1967   | Lars Ostermann  | ?                  | ?                 |           |
| 1967–1971   | Edvard Reimer   | Knud Sørensen      | Kristian Lundblad |           |
| 1971–1975   | Nikolaj Karlsen | Andreas Filemonsen | Kristian Lundblad |           |
| 1975–1979   | Nikolaj Karlsen | Karl Lundblad      | Kristian Lundblad |           |